# Забродский, Андрей Георгиевич
Андре́й Гео́ргиевич Забро́дский (род. 26 июня 1946, Херсон, СССР) — советский и российский физик. Доктор физико-математических наук, профессор. Академик РАН (2016). Один из ведущих учёных ФТИ им. Иоффе в Санкт-Петербурге, директор Института в 2003—2017 годах.

## Биография
Родился в 1946 году в Херсоне.
В 1970 году с отличием окончил факультет радиоэлектроники ЛПИ по специальности «радиофизика и электроника» (специализация «квантовая электроника»). Дипломную работу, посвящённую исследованию пространственного излучения гетеролазеров, написал в руководимом Ж. И. Алфёровым секторе Физико-технического института им. А. Ф. Иоффе (ФТИ). После учёбы был призван на службу в ряды Советской армии в должности инженер-лейтенанта (1970—1972).
С 1972 года — в ФТИ им. Иоффе. После обучения в аспирантуре работал инженером (1975—1978), м.н.с. (1978—1983), с.н.с. (1983—1989). В 1979 году защитил диссертацию на соискание учёной степени кандидата («Электрические свойства сильно легированного компенсированного германия»), в 1987 году — доктора физико-математических наук («Низкотемпературные электронные свойства неупорядоченных систем-компенсированных полупроводников в области перехода металл-диэлектрик»). С 1989 года заведует лабораторией «Неравновесные процессы в полупроводниках». С 2003 года до конца 2017 года занимал пост директора ФТИ. По состоянию на 2022 год главный научный сотрудник.
В мае 2008 года был избран членом-корреспондентом, а в октябре 2016 года — академиком Российской академии наук (РАН); в 2017—2022 годах входил в состав Президиума РАН. Главный редактор «Журнала технической физики».

## Научная деятельность
С 1970-х годов работал в области физики неупорядоченных систем: занимался изучением их низкотемпературных свойств — проблемой эффекта переключения, затем — прыжковой проводимости и перехода металл-изолятор. В его работах была установлена, в частности, природа электронного эффекта переключения в компенсированных полупроводниках, доказано существование кулоновской щели в изоляторном состоянии вещества и то, что переход изолятор-металл в компенсированных полупроводниках носит характер фазового перехода II рода и сопровождается схлопыванием кулоновской щели.
В 1980-х годах участвовал (совместно с ГОИ) в разработке первых отечественных глубокоохлаждаемых болометров, развил направление диагностики сверхпроводящих материалов на основе исследования эффектов магнитозависимого субмиллиметрового поглощения.
В 1980—1990-е годы предложил и развил метод спектроскопии электронных состояний в германии на основе исследования кинетики его нейтронного легирования, обусловленной реакцией захвата орбитального электрона 71Ge-71Ga; метод затем был использован как в полупроводниковой, так и в ядерно-физической областях.
В 2004 году организовал в ФТИ и возглавил направление, связанное с разработкой микро- и нанотехнологий для водородной энергетики.
Автор и соавтор более 180 научных трудов.

## Педагогическая и организационная деятельность
Руководит научной школой в ФТИ РАН. С 1993 года — по совместительству профессор кафедры экспериментальной физики СПбГПУ. Читает общий курс физики, организовал учебный семинар по этому курсу. В 2005 году основал и возглавил кафедру физики и современных технологий твердотельной электроники в СПбГЭТУ.
Член диссертационного совета при СПбГПУ. Подготовил 3 кандидатов наук. Член Президиума СПбНЦ РАН. Входит в состав редколлегии журнала «Физика и техника полупроводников».

## Награды и премии
- знак «Изобретатель СССР» (1986)
- Премия Совета Министров СССР в составе авторского коллектива за разработку и внедрение преобразователей криогенных температур (1988)
- Премия Правительства Российской Федерации в области науки и техники (2018)
- премия Правительства Санкт-Петербурга за выдающиеся научные результаты в области науки и техники в 2022 году, номинация физика и астрономия — премия имени А. Ф. Иоффе. «За фундаментальные и прикладные исследования по физике конденсированных среди физическому материаловедению». Постановление Правительства Санкт-Петербурга от 20.05.2022 № 434.
- Орден Дружбы (2024) — за большой вклад в развитие отечественной науки, многолетнюю плодотворную деятельность и в связи с 300-летием со дня основания Российской академии наук[2]

## Основные научные труды
- Забродский А. Г., Зиновьева К. Н., Низкотемпературная проводимость и переход металл-диэлектрик в компенсированном n-Ge Архивная копия от 6 ноября 2016 на Wayback Machine // ЖЭТФ. 1984. Т. 86, № 2. С. 727—742.
- Забродский А. Г., Алексеенко М. В., Исследование кинетики нейтронного легирования германия: характеристики материалаи определение ядерно-физических постоянных // ФТП. 1969. Т. 275 № 11/12. С. 2033—2054.
- Zabrodskii A.G., Andreev A.G., Anomalously narrow (multielectron) Coulomb gap // In: 22-nd Intern. Conf. Phys. Semicond., Vancouver, Canada, 1994, MoPo42.